# Scorpie de mare roșie

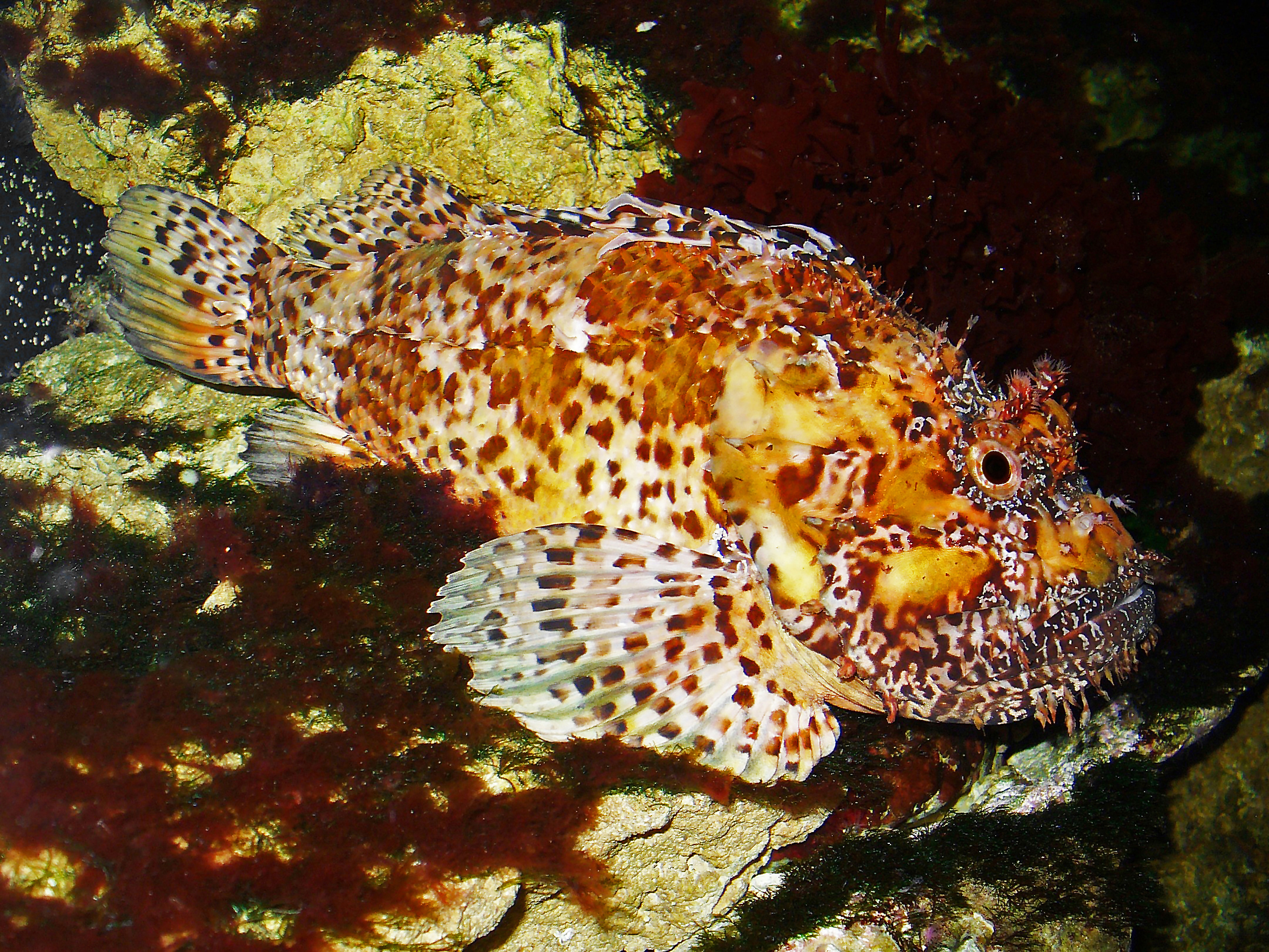
Scorpia de mare (Scorpaena scrofa)

Scorpia de mare sau porcul de mare (Scorpaena scrofa) este un pește din familia Scorpaenoidae, care trăiește în regiunile cu fund stâncos sau coraligen ale Oceanului Atlantic, Mării Mediterane și Mării Negre. 

Măsoară 15–20 cm, foarte rar 30 cm. Capul este acoperit cu plăcuțe osoase iar în dreptul ochilor este apărat de tentacule. Corpul are o culoare cafenie, cu puncte negre și are un aspect gheboșat. Înotătoarele scorpiei de mare au țepi veninoși, veninul secretat, asemănător cu al dragonului de mare, putând produce șoc anafilactic.
Scorpia de mare are capacitatea de a-și schimba culoarea corpului (mimetism), pentru a se adapta mediului înconjurător.

## Utilizare culinară
Carnea este foarte apreciată și este utilizată în diferite regiuni din sudul Europei, în special în bazinul mediteranean, pentru prepararea de supe de pește: cacciucco la Livorno, zimino în Sardinia, aziminu în Corsica, bouillabaisse la Marsilia, suquet de peix în Catalonia și caldeirada în Portugalia.